# Somatismus
Von Somatismus wird gesprochen, wenn vorwiegend oder ausschließlich körperliche Gesichtspunkte für die Diagnose einer Krankheit herangezogen werden. Diese Haltung ist jedoch als problematisch vor allem für die Diagnose psychischer Krankheiten aufzufassen, insofern als meist körperliche und psychische Faktoren zusammenwirken. Medizingeschichtlich sind verschiedene Formen des Somatismus zu unterscheiden.

## Formen des Somatismus
Folgende Einteilung bezieht sich auf die unterschiedlichen körperlichen Aggregatzustände, stellt jedoch auch eine in historischer Hinsicht annähernde Darstellung der Entwicklung der europäischen bzw. westlichen Medizin und der von ihr bevorzugten Krankheitskonzepte dar.

### Pneumatiker
Die griechische Lehre der Pneumatiker geht von der gasförmigen Zustandsphase körperlicher Substanzen aus. Griechische Ärzte versuchten bereits, alle physiologischen und pathologischen Vorstellungen aus dem Pneuma (altgriechisch Luft, Gas, Atem, Hauch, Lufthauch) abzuleiten. Die Pneumatiker glaubten, dass der ganze Körper davon durchdrungen sei. Der Begriff des Geistes geht mit der Begriffsgeschichte der Pneumalehre einher.
Die griechische Lehre der Pneumatiker muss als die – vom Standpunkt der Ethnologie und der vergleichenden Psychiatrie aus betrachtet – ursprünglichste Krankheitstheorie betrachtet werden, solange es noch keine durchdachten und rational begründeten Krankheitsvorstellungen gab. Ursprünglich wurde Krankheit jeder Art meist als Eingriff höherer Mächte angesehen. Sie wurde auf den Einfluss von bösen Geistern, von Hexen und Zauberern sowie auf Strafen der Götter zurückgeführt.
Bis ins 18. Jahrhundert erhielt sich u. a. auch die griechische Lehre der Dämpfe („vapores“) als Krankheitsursache. Galen (ca. 129–200 n. Chr.) unterschied verschiedene Formen der Melancholie, von denen er annahm, dass eine vom Magendarmkanal ausgehe. Dämpfe entstehen u. a. durch Säfteverderbnis. Auch Paracelsus bedient sich dieses Krankheitskonzepts bei seiner Abhandlung über die Epilepsie, wobei er von einem Kochen des „spiritus vitae“ in den Ursprungsorgnen ausgeht.
Die „Nervenspirits“ erklärte man sich im 17. und 18. Jahrhundert durchaus im Sinne eines „spiritus animalis“ mechanisch und automatenhaft bzw. als Maschinenparadigma und nicht spiritualistisch. Man nahm eine Druckwelle an, welche die Empfindungen im Gehirn auslöst. Weitere Autoren, die sich mit den „Dämpfen“ befassten, waren Richard Blackmore (1725), Nicholas Robinson (1729), George Cheyne (1733), Pierre Pomme (1763) und Jean-Baptiste Pressavin (1770).

### Humoralpathologie
Die griechische Medizin beruhte nach Erwin H. Ackerknecht (1906–1988) vornehmlich auf einem Somatismus, so auch die Temperamentenlehre, die eine Grundlage der Humoralpathologie darstellte. Die Humoralpathologie ist die antike Lehre, nach der alle Krankheiten auf die fehlerhafte Zusammensetzung oder Mischung (Dyskrasie) des Blutes oder anderer Körpersäfte zurückzuführen sind. Als therapeutische Methoden gelten den Humoralisten hauptsächlich Aderlässe und Abführmittel. Die Lehre geht von der flüssigen Zustandsphase körperlicher Substanzen aus. Diese körperlichen Theorien unterschieden sich von den Lehren der Philosophen, die sich auf eine Vier-Elemente-Lehre bezogen, um psychische Qualitäten wie etwa die des Sanguinikers zu beschreiben. Während man in anderen Hochkulturen, wie etwa in Ägypten und Mesopotamien, zwischen natürlichen und übernatürlichen Erklärungen für die Ursache von Krankheiten schwankte, seien griechische Ärzte konsequent als Vertreter von natürlichen Krankheitsursachen anzusehen, so z. B. Hippokrates von Kos (ca. 480–370 v. Chr.) und Galen (ca. 129–200 n. Chr.). Sie können daher als Vorläufer einer naturwissenschaftlichen Medizin und Psychiatrie betrachtet werden.

### Solidarpathologie
Im Zusammenhang mit den naturwissenschaftlichen Fortschritten der Neuzeit wandelte sich die bis dahin übliche Humoralpathologie zunehmend in eine Solidarpathologie. Sie suchte in festen Bestandteilen des Körpers die Ursachen der Krankheiten.  Sie war für die Entwicklung der Anatomie und Physiologie entscheidend bis hin zur Entdeckung der Zellularpathologie durch Rudolf Virchow (1821–1902). Auf der anderen Seite entwickelte sich in Abgrenzung von rein körperlich begründbaren Störungen eine psychische Krankheitslehre, als deren Anfang der Animismus von Georg Ernst Stahl (1659–1734) angesehen wird. Psychische Krankheiten können zwar körperlich mitbedingt sein, vgl. auch → Psychophysische Korrelation, weisen aber vielfach nur eine psychogene Entstehung auf.

## Geschichte der Psychiatrie
Für die Geschichte der Psychiatrie war die Auseinandersetzung zwischen Psychikern und Somatikern bedeutsam. Diese Entwicklung hat sich jedoch als weniger ergiebig erwiesen, insofern sich beide Seiten einseitig und ausschließlich auf psychogene oder somatische Tatsachen bezogen. Der Somatismus hat die Idee der nach körperlich-räumlichen Gesichtspunkten auszurichtenden Krankheitslehre begünstigt. Die Geschichte der Medizin und speziell der Psychiatrie war häufig von ideologischen Vorurteilen bestimmt. Am Beispiel von Franz Josef Gall (1758–1828) weist Klaus Dörner (1933–2022) nach, dass dessen somatisch begründete Lehre der Phrenologie vielfache Korrekturen erforderte, bis die von ihm vertretene Idee einer Lokalisierung psychischer Fähigkeiten sich als zutreffend erwies. Dies erfolgte, indem eine Lokalisationslehre im Gehirn als wissenschaftlich nachprüfbar gelten konnte. Der Fortschritt ist aber nicht nur in der Konkretisierung körperlicher Tatsachen, sondern auch in der Präzisierung psychischer Gegebenheiten zu sehen, indem der alte Somatismus abgelöst wurde.
Jean-Étienne Esquirol (1772–1840) kann als Vertreter eines Somatismus angesehen werden, indem er die Gedanken von Auguste Comte (1798–1857) und seines Drei-Stadien-Gesetzes in die eigene Krankheitslehre aufnahm. Er unterschied dementsprechend am Beispiel des Suizids drei Entwicklungsstufen: den einer religiösen Ethik unterworfenen Selbstmörder, dann den sich vor dem bürgerlichen Gesetz zu Verantwortenden und schließlich den einer medizinischen Krankheitslehre unterstellten Patienten. Ähnlich verhält es sich nach Esquirol mit der Melancholie. Er betrachtet frühere Auffassungen dieser Erkrankung als Dämonomanie. Die Besessenen seien als Hexen verfolgt worden. Solche religiöse Ideen hätten sich jedoch durch die Aufklärung als Priesterbetrug entlarvt und würden nun erst als Krankheit angesehen. Esquirol weist jedoch auf die neue Angst vor der Polizei und deren Verfolgungen hin.